# Familieretshuset
Familieretshuset er en dansk offentlig myndighed, der tager sig af sager vedrørende familier. Det omfatter blandt andet adoption, værgemål, faderskab, forældremyndighed og skilsmisser. Familieretshuset er underlagt Social- og Boligministeriet. Det har hovedkontor i Aabenraa og afdelinger otte andre steder i landet.
Familieretshuset blev oprettet den 1. april 2019, og samtidigt blev Statsforvaltningen nedlagt. Opgaverne fra den tidligere statsforvaltning blev fordelt mellem Familieretshuset, SIRI, Ankestyrelsen og en række andre myndigheder.

## Familieret og børn
Den 1. april 2019 kom der nye regler for Skilsmisse. Samtidigt trådte et nyt familieretligt system i kraft. Derfor lukkede Statsforvaltningen, og Familieretshuset blev etableret. 
Ligesom Statsforvaltningen har Familieretshuset ni afdelinger fordelt rundt i landet. Familieretshuset varetager opgaver på det familieretlige område i medfør af lov nr. 1702 af 27. december 2018 om Familieretshuset (Familieretshusloven).

## Opholdsdokumenter
Styrelsen for International Rekruttering og Integration (SIRI) overtog den 1. april 2019 behandlingen af ansøgninger om EU-opholdsdokumenter fra Statsforvaltningen. Ansøgninger om opholdsdokument i Danmark efter EU-reglerne, skal derfor fremover indgives til Styrelsen for International Rekruttering og Integration (SIRI).

## Tilsyn med kommuner og regioner
Den 1. april 2019 overtog Ankestyrelsen opgaverne med tilsynet med kommunerne og regionerne. Tidligere havde Statsforvaltningen varetaget dette tilsyn.

## Kontorer
Familieretshuset har hovedkontor i Aabenraa og afdelinger i otte andre byer.
| Afdeling               | Adresse                         | By                    | Region             |
| ---------------------- | ------------------------------- | --------------------- | ------------------ |
| Aabenraa (hovedkontor) | Storetorv 10                    | 6200 Aabenraa         | Region Syddanmark  |
| København              | Ellebjergvej 52                 | 2450 København SV     | Region Hovedstaden |
| Rønne                  | Østre Ringvej 1                 | 3700 Rønne            | Region Hovedstaden |
| Ringsted               | Nørregade 2                     | 4100 Ringsted         | Region Sjælland    |
| Nykøbing F.            | Dronningensgade 30              | 4800 Nykøbing Falster | Region Sjælland    |
| Odense                 | Mogensensvej 24 C, 1.           | 5000 Odense C         | Region Syddanmark  |
| Ringkøbing             | Østergade 41                    | 6950 Ringkøbing       | Region Midtjylland |
| Aarhus                 | Lyseng Allé 1                   | 8270 Højbjerg         | Region Midtjylland |
| Aalborg                | Aalborghus Slot, Slotspladsen 1 | 9000 Aalborg          | Region Nordjylland |